# مروارید قرمز
مروارید قرمز (نام علمی: Symphoricarpos orbiculatus) نام یک گونه از تیره آقطیان است.